# Лейшнер (лунный кратер)
Кратер Лейшнер (лат. Leuschner) — крупный молодой ударный кратер в экваториальной области обратной стороны Луны. Название присвоено в честь американского астронома Армина Лейшнера (1868—1953) и утверждено Международным астрономическим союзом в 1970 г.  Образование кратера относится к эратосфенскому периоду.

## Описание кратера

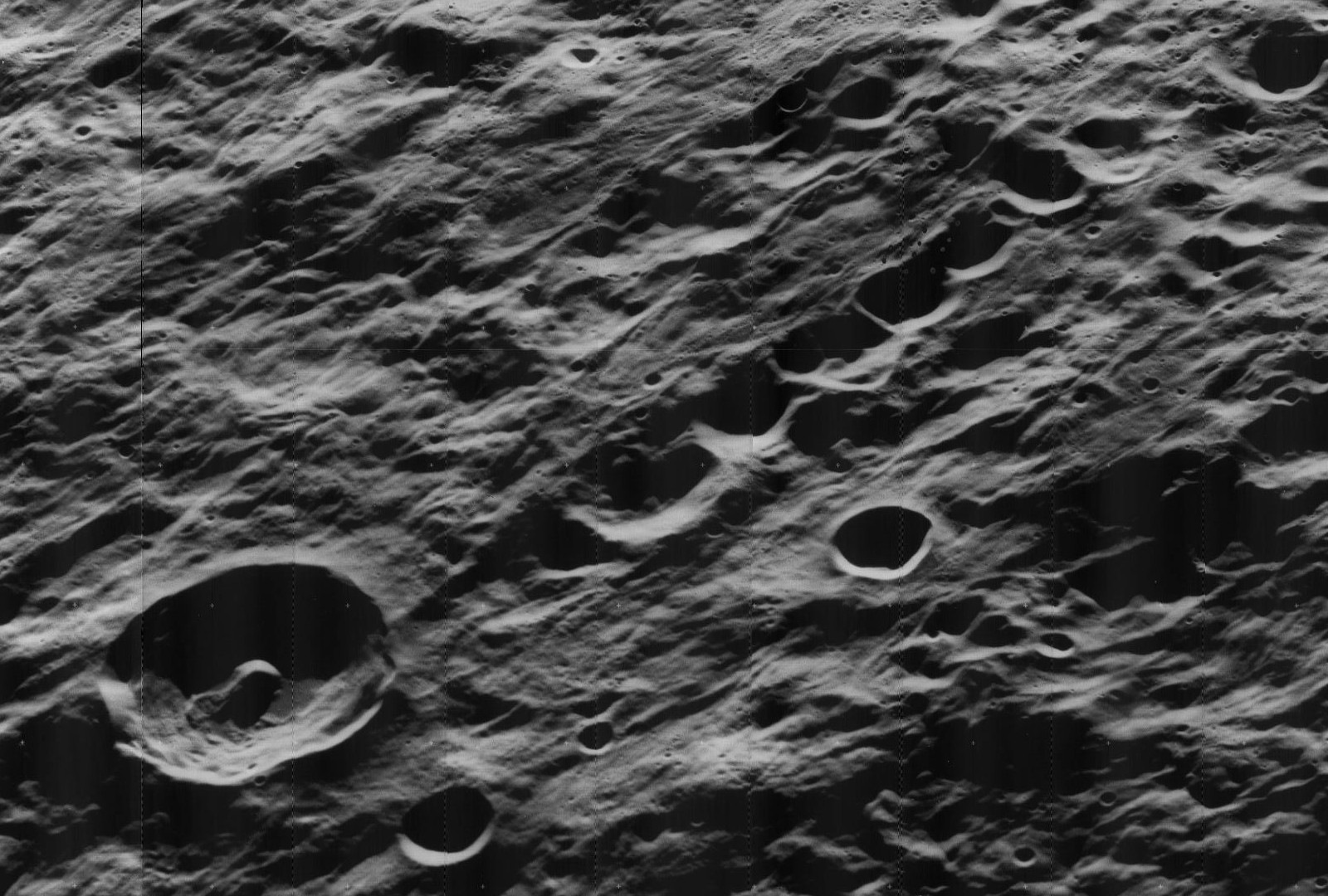
Кратер Лейшнер (слева внизу) и цепочка кратеров Лейшнера. Снимок зонда Lunar Orbiter - V.

Ближайшими соседями кратера являются кратер Кольхерстер на северо-западе; кратер Бутлеров на севере; кратер Ленц на востоке и кратер Грачев на юге. От северной части вала кратера в северо-западном направлении тянется цепочка кратеров Лейшнера. Селенографические координаты центра кратера 1°40′ с. ш. 109°03′ з. д. / 1,67° с. ш. 109,05° з. д., диаметр 50,1 км, глубина 2,3 км.
Кратер Лейшнер располагается в области пород выброшенных при образовании Моря Восточного, имеет полигональную форму и практически не разрушен. Вал с четко очерченной острой кромкой, в восточной части отмечен приметной парой маленьких кратеров. Внутренний склон широкий, в восточной части видны остатки террасовидной структуры. Высота вала над окружающей местностью достигает 1120 м, объем кратера составляет приблизительно 1900 км³. Дно чаши ровное, в юго-западной и восточной части находятся полукольцевые хребты. В центре чаши расположен массивный центральный пик состоящий из анортозита (A) и габбро-норито-троктолитового анортозита с содержанием плагиоклаза 85-90 % (GNTA1).

## Сателлитные кратеры

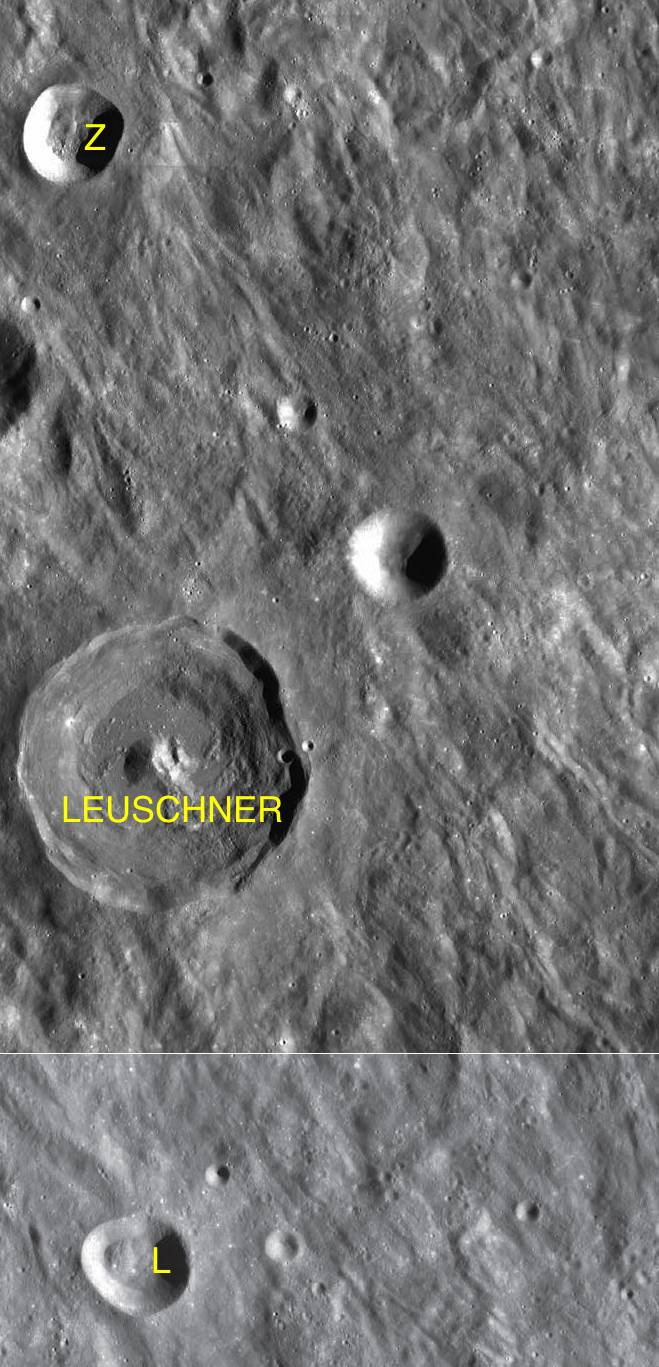
Фрагменты карт LAC-72, LAC-90.

| Лейшнер | Координаты                                            | Диаметр, км |
| ------- | ----------------------------------------------------- | ----------- |
| L       | 1°11′ ю. ш. 109°11′ з. д. / 1,19° ю. ш. 109,18° з. д. | 18,5        |
| Z       | 5°14′ с. ш. 109°34′ з. д. / 5,24° с. ш. 109,56° з. д. | 17,5        |

## См.также
- Список кратеров на Луне
- Лунный кратер
- Морфологический каталог кратеров Луны
- Планетная номенклатура
- Селенография
- Минералогия Луны
- Геология Луны
- Поздняя тяжёлая бомбардировка